# Louisa Porogovska
Louisa Bernadette Porogovska (ur. 31 marca 1987) – brytyjska zapaśniczka walcząca w stylu wolnym. Brązowa medalistka Igrzysk Wspólnoty Narodów w 2014 i czwarta w 2010, gdzie reprezentowała Anglię.